# Medição

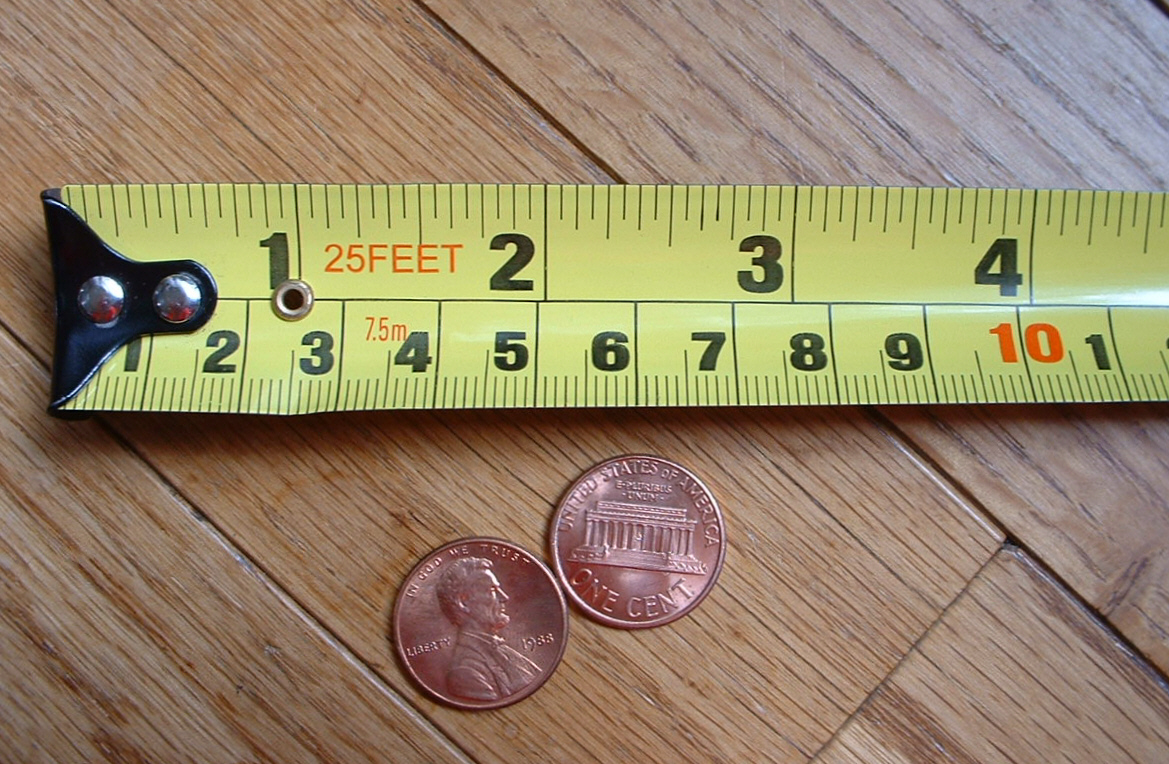
Fita métrica com unidades de medida métricas e norte-americanas em simultâneo

Medição ou mensuração é o processo de determinar experimentalmente um valor de grandeza numérica para uma característica que possa ser atribuída a um objeto ou evento, no contexto de um quadro ou referência que permita fazer comparações com outros objetos ou eventos. Não se incluem, nesta definição, as propriedades nominais, ou propriedades que não têm magnitude. A medição é um processo fundamental em ciências naturais, tecnologia, economia e investigação quantitativa em ciências sociais.
O ato de medir envolve essencialmente a existência de unidades de medida, que são os comparativos usados na medição. Envolve também a existência de instrumentos de medição, que graduados de acordo com a unidade de medida em questão, fornecem com variados graus de precisão a medida desejada. Qualquer medição de um objeto pode ser avaliada pelos seguintes meta-critérios: escala (incluindo magnitude), dimensões (unidades de medida) e incerteza.
Em física, uma medida é o resultado do ato de medir ou mensurar. É a atribuição de um valor numérico a certos objetos ou eventos.  É a chave para muitas das ciências naturais, tecnologia, economia e também de pesquisas quantitativas em ciências sociais.
O objetivo de uma medida é atribuir um valor, de quantidade particular, ao objeto ou evento medido. Medir significa comparar uma quantidade de uma grandeza física com outra de mesma natureza, tomando uma delas como um padrão pré-definido. Por exemplo, dizer que uma pessoa mede 1,8 metros, significa dizer que esta pessoa é 1,8 vezes maior que um comprimento padrão adotado, neste caso o metro.
Qualquer medida pode ser definida pelos seguintes três critérios: tamanho (magnitude da medida), dimensão (unidade), e incerteza. Esses critérios permitem que uma comparação seja feita entre duas medidas reduzindo a incerteza. Mesmo em casos em que há uma clara similaridade (ou diferença) entre dois objetos, uma medida quantitativa precisa ajuda a tornar os dados mais fiáveis e replicáveis. Por exemplo, a diferença entre duas cores pode ser dada tanto em função dos seus comprimentos de onda (quantitativo) quanto em termos como "verde" e "azul" (qualitativo), que muitas vezes são interpretados de maneira diferente por pessoas diferentes.
É importante notar que as leis da física são independentes do nome e da unidade que damos a elas. Esse é apenas um artefato que usamos para comparar medidas. Um bom exemplo é de Newton, que em sua publicação Principia (de onde surgiram as três leis de Newton) descreve uma "força centrípeda" tal que ela é a responsável pelos planetas orbitarem ao redor do Sol assim como a Lua ao redor da Terra. Essa força ele chamou de força da gravidade, que é medida em unidades internacionais de massa vezes metro por segundo ao quadrado, isto é, newton. Newton foi apenas quem deu o nome a uma força da natureza, e mais tarde uma unidade foi atribuída a ela - e todos concordaram em usar.
A ciência das medidas é chamada metrologia.

## História

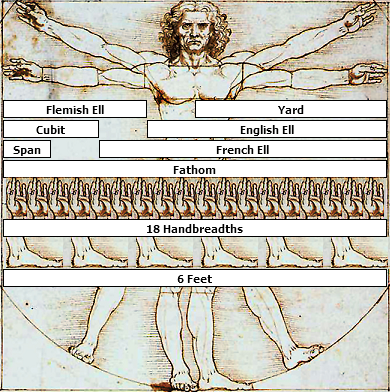
Algumas unidades de medida referenciadas a partir do corpo humano

Unidades de medição foram uma das primeiras ferramentas inventadas pelo homem. As sociedades primitivas necessitavam fazer medições rudimentares para inúmeras tarefas, tais como: construção de habitações de tamanho e forma apropriados, moldagem de roupas ou troca de alimentos ou matérias-primas.[carece de fontes?]
Historicamente existe uma correlação muito forte entre conversões entre sistemas de medidas e conversão entre moedas, no Brasil imperial a instituição responsável por processos de conversão de moedas era também responsável pelo sistema de medidas.

### Primeiros sistemas conhecidos
Os habitantes da Civilização do Vale do Indo (3000-1500 a.C.; período mais avançado: 2600-1900 a.C.) desenvolveram um sofisticado processo de padronização usando pesos e medidas, evidenciadas pelas escavações feitas nos locais do vale do Indu. Esta padronização técnica permitiu que instrumentos de medição pudessem ser efetivamente utilizados em medição angular e medição para a construção. A calibração também foi encontrada em aparelhos de medição, juntamente com várias subdivisões no caso de alguns desses aparelhos.

### Padronização das unidades de medida
A unidade em que uma grandeza física é medida deve ser apropriada e seguir um padrão para poder ser comparada com outra. A cada unidade é atribuído um nome específico que se refere a uma grandeza física em particular, por exemplo, a unidade padrão de comprimento é o metro, que corresponde a exatamente o 1,0 unidade de grandeza. Entretanto, unidades e padrões podem ser definidas de maneira não uniforme, estabelecidas por qualquer pessoa em qualquer país. E para que isso não aconteça existe um sistema que define todas as unidades das grandezas físicas em um único padrão: o Sistema Internacional de Unidades.
Existem inúmeras grandezas físicas e unidades associadas a cada uma delas. Para que as unidades dessas grandezas sejam organizadas de melhor maneira, são escolhidas apenas algumas unidades básicas e a partir delas se derivam todas as outras. As sete unidades básicas do SI são: metro, quilograma, segundo, ampère, kelvin, mol e candela. Essas unidades definem as grandezas físicas de comprimento, massa, tempo, corrente elétrica, temperatura termodinâmica, quantidade de matéria e intensidade luminosa, respectivamente. Seis dessas unidades já tem suas definições de maneira a não depender de um objeto físico em particular como padrão. Entretanto, o quilograma ainda é definido como sendo igual à massa do Protótipo Internacional do Quilograma (International Prototype Kilogram, em inglês), IPK, que tem peso quase igual ao de um litro d'água. Esse protótipo é composto por irídio e platina e encontra-se sob custódia do Escritório Internacional de Pesos e Medidas (BIPM) em Sèvres, na França, desde 1889, quando foi sancionado pela Conferência Geral de Pesos e Medidas (CGPM).
As definições que dependem de um artefato físico para serem estabelecidas podem sofrer danos ou apresentar alguma alteração ao longo do tempo. Já as unidades que não dependem de nenhum artefato físico fixam uma medida em um valor exato, que está relacionado a uma constante ou a um fenômeno natural, como a definição de segundo, por exemplo, e podem ser alteradas apenas em relação à precisão da medida da constante a qual estão relacionadas.
Charles Sanders Peirce (1839-1914) foi quem fez a primeira proposta para unir uma unidade básica do SI a um padrão experimental independente de um objeto. O que ele propôs foi que o metro fosse definido em termos do comprimento de onda de uma linha espectral.

### Padrões internacionais
Unidades de medida são essencialmente arbitrarias, ou seja, as pessoas as inventam e então concordam em usá-las. Nada na natureza determina que uma unidade de centímetro deve ter determinado comprimento, ou que certa quantidade de massa deve medir 100 gramas.
Ao longo da história, padrões de medida foram estabelecidos, primeiramente por conveniência e depois por necessidade. As primeiras unidades de medida estavam associadas à partes do corpo do rei de cada país, como pés e jardas. Entretanto, isso gerava conflitos nas fronteiras dos países onde os tamanhos não eram exatamente iguais. A partir daí, regulamentos sobre medida e unidades foram se estabelecendo e se desenvolvendo para prevenir fraudes no comércio, principalmente.
Hoje, as organizações que tratam de conduzir as atividades internacionais e são responsáveis por manter e definir um sistema uniforme de medidas são:
- Conferência Geral de Pesos e Medidas (Conférence Générale des Poids et mesures, em francês);
- Comitê Internacional de Pesos e Medidas (Comité international des poids et mesures, em francês);
- Escritório Internacional de Pesos e Medidas (Bureau International des Poids et mesures, em francês).

Essas organizações foram estabelecidas em uma convenção em 1875, conhecida como Convenção do Metro, assinada em Paris por 17 estados, quando o metro foi adotado como a unidade padrão de comprimento.

## Padrões
Com exceção de algumas constantes aparentemente fundamentais (quantum, uma unidade mínima de qualquer entidade física envolvida numa interação), unidades de medida são essencialmente arbitrárias; ou seja, as pessoas criam-nas e concordam em utilizá-las. Nada inerente à natureza determina que uma polegada deva ter um determinado comprimento, ou que milha é melhor medida de distância que o quilômetro. Ao longo da história humana, no entanto, inicialmente por conveniência e, em seguida, por necessidade, os padrões de medição evoluíram para que as comunidades tivessem certas referências comuns. Leis regulando medição foram feitas originalmente para evitar fraude no comércio. Hoje, as unidades de medida são geralmente definidas em bases científicas, supervisionadas por agências governamentais ou supragovernamentais, e estabelecidas em tratados internacionais. O metro, por exemplo, foi redefinido em 1983 como a distância percorrida pela luz no vácuo em uma fração de 1/299 792 458 de um segundo. Nos Estados Unidos, o National Institute of Standards and Technology (NIST), uma divisão do Departamento de Comércio dos Estados Unidos, regulamenta medidas comerciais. No Reino Unido, a função é desempenhada pelo National Physical Laboratory (NPL).

## Sistemas e unidades
Uma unidade de medição é uma magnitude definida de uma grandeza física, definida e adotada por convenção e/ou pela lei, que é usada como um padrão para a medição da mesma grandeza física. Qualquer outro valor da quantidade física pode ser expressa como um múltiplo simples da unidade de medida.
Por exemplo, comprimento é uma grandeza física. O metro é uma unidade de comprimento que representa um determinado comprimento predeterminado. Quando dizemos 10 metros (ou 10 m), estamos nos referindo a 10 vezes o comprimento predeterminado chamado de "metro".
A definição, o acordo e o uso prático de unidades de medida têm desempenhado um papel crucial no esforço humano desde os primeiros tempos até a atualidade. Diferentes sistemas de unidades costumam ser muito comum. Agora há um padrão global, o Sistema Internacional de Unidades (SI), a forma moderna do sistema métrico.

### Sistema imperial
Antes de unidades SI terem sido amplamente adotadas ao redor do mundo, a unidade inglesa, depois unidade imperial, foi utilizada na Grã-Bretanha, na Commonwealth e nos Estados Unidos. O sistema veio a ser conhecido como unidades usuais dos Estados Unidos e ainda está em uso lá e em alguns países do Caribe. Estes diferentes sistemas de medição têm sido às vezes chamados sistemas foot-pound-second (pé-libra-segundo) devido às unidades imperiais para distância, peso e altura, embora as toneladas, hundredweight (peso de 100 libras), galões e milhas náuticas, por exemplo, são diferentes para as unidades norte-americanas. Muitas unidades imperiais continuam em uso na Grã-Bretanha, apesar do fato de que oficialmente o sistema foi mudado para o SI. Os sinais de trânsito ainda são em milhas, jardas, milhas por hora, e assim por diante, e as pessoas tendem a avaliar a sua própria altura em pés e polegadas e o leite é vendido em pints, para dar apenas alguns exemplos. As unidades imperiais são usadas em muitos outros lugares, por exemplo, em muitos países da Commonwealth que são considerados usuários do sistema métrico, a área de terra é medida em acres e áreas de construções em pés quadrados, especialmente para as transações comerciais (mas não em estatísticas do governo). Da mesma forma, a gasolina é vendida por galão em muitos países que são considerados usuários do sistema métrico.
A unidade inglesa ou unidade imperial é a denominação dada a qualquer unidade em vários sistemas de unidades de medida obsoletos baseados em medidas estabelecidas pelos reis ingleses, sendo algumas delas com base em medições no corpo dos reis.
A despeito do nome, não se refere necessariamente ao sistema de unidades não-SI ainda em uso disseminado (mas praticamente não-oficial) na Inglaterra e no Reino Unido. O sistema é conhecido como Sistema Inglês (English System) nos Estados Unidos e em outros países como Imperial System. A expressão norte-americana English unit ("unidade inglesa") inclui as unidades imperiais bem como várias outras unidades utilizadas nos Estados Unidos, tais como o galão dos Estados Unidos (o "galão de vinho" da rainha Ana) e o alqueire estadunidense (o "alqueire de Winchester").

### Sistema métrico
O sistema métrico é um sistema de medição decimal com base no metro e no grama. Ele existe em diversas variantes, com diferentes opções de unidades de medição, embora estas não prejudiquem o seu uso no dia a dia. Desde 1960, o Sistema Internacional de Unidades (SI), detalhado mais adiante, é o sistema métrico padrão reconhecido internacionalmente. Unidades métricas de massa, comprimento e eletricidade são amplamente utilizadas em todo o mundo, tanto no quotidiano como para fins científicos.
A principal vantagem do sistema métrico é que ele possui uma unidade de base única para cada quantidade física. Todas as outras unidades são potências de dez ou múltiplos de dez da unidade base. As conversões de unidade são sempre simples, porque serão na proporção de dez, cem, mil etc. Todos os tamanhos e distâncias, por exemplo, são medidos em metros, ou milésimos de um metro (milímetros), ou milhares de metros (quilômetros), e assim por diante. Não há profusão de unidades diferentes, com diferentes fatores de conversão, como no sistema imperial (por exemplo, polegadas, pés, jardas, braças, rods). Múltiplos e submúltiplos estão relacionados com a unidade fundamental por fatores de potências de dez, para que se possa converter simplesmente movendo o ponto decimal: 1,234 metros é 1 234 milímetros ou 0,001234 km. A utilização de frações, como 2/5 de um metro, não é proibida, mas é incomum.

### Sistema Internacional de Unidades

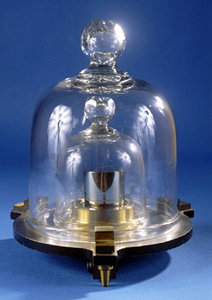
Réplica do padrão de massa do Sistema Internacional de Unidades. Essa réplica tem a forma de um cilindro de platina e irídio com 39 milímetros de altura e 39 milímetros de diâmetro e encontra-se em exibição no National Institute of Standards and Technology, nos Estados Unidos

O Sistema Internacional de Unidades (abreviado como SI) é a forma moderna, revisada do sistema métrico. É o sistema de unidades mais amplamente utilizado no mundo, tanto no comércio cotidiano como na ciência. O SI foi desenvolvido em 1960 a partir do sistema metro-quilograma-segundo, ao invés do sistema grama-centímetro-segundo que, por sua vez, teve muitas variantes. No seu desenvolvimento, o SI também introduziu várias unidades recém-nomeadas que não eram previamente parte do sistema métrico. As unidades do SI para as quatro grandezas físicas básicas, comprimento, altura, massa e temperatura, são:
1. metro (m): unidade de comprimento
2. segundo (s): unidade de tempo
3. quilograma (kg): unidade de massa
4. kelvin (K): unidade de temperatura termodinâmica
5. ampere (A): unidade de corrente elétrica
6. mol (mol): quantidade de substância
7. candela (cd): intensidade luminosa

Existem dois tipos de unidades do SI, as básicas e as derivadas. As unidades básicas são as medidas simples de tempo, comprimento, massa, temperatura, quantidade de substância, corrente elétrica e intensidade de luz. As unidades derivadas são constituídas por unidades de base, por exemplo, a densidade é kg/m3.

## Dificuldades

### Incerteza
A incerteza é inerente à medida. Todo processo de medir alguma coisa ou algum evento depende de variáveis que nem sempre são possíveis de controlar. Assim, existem inúmeras possíveis fontes de incerteza em uma medida, que não são totalmente independentes, tais como:
- Realização imperfeita da medida;
- Desconhecimento dos efeitos do ambiente na medida ou no instrumento;
- Subjetividade na leitura de dados analógicos;
- Instrumentos de resolução baixa;
- Valores não exatos de materiais padrões e de referência;
- Aproximações.[3]

A incerteza pode ser classificada nas categorias tipo A e tipo B, que dependem do método de avaliação da medida. A incerteza do tipo A depende de flutuações estatísticas da medição e incerteza do tipo B depende de erros sistemáticos. Para que uma medida seja a mais fiável possível, uma análise estatística completa deve conter todas as possíveis fontes de incerteza, desvio padrão e variância.

### Medida quântica
O problema da medida em mecânica quântica resulta do problema do colapso da função de onda, fenômeno no qual uma função de onda - que inicialmente é uma superposição de diversos autoestados - se reduz a um único autoestado depois de interagir com um aparelho de medida, isto é, depois de ser medido efetivamente.
Em mecânica quântica os valores de algumas medidas são indefinidos, segundo o princípio da incerteza de Heisenberg. Fazendo uma breve analogia com a mecânica newtoniana, podemos dizer que assim como as equações de movimento nos dão especificações claras sobre o estado de um corpo, sua posição e velocidade, a equação de Schrödinger nos dá a especificação de um estado quântico em um determinado instante, e se soubermos à qual tipo de potencial a partícula está associada, podemos deduzir qual será o estado quântico em um instante posterior. Portanto, qualquer evolução na equação de onda de uma partícula está baseada no estado em que o sistema estava quando foi medido, o estado anterior. Antes de ser medido, nada se pode dizer a respeito do estado do sistema ou partícula, isto é, o estado pré-medida é indefinido. Isso equivale a dizer que o sistema está em todos os estados possíveis. Sendo assim, medir um estado que até então era indefinido e observar um resultado único implica que um sistema quântico é alterado apenas com o fato de ter sido medido.
Esse problema já havia sido observado pelo próprio Schrödinger em 1935. Ele enfatizou a gravidade do problema com o exemplo conhecido até hoje como o problema do gato de Schrödinger, no qual Schödinger imagina a situação em que um aparelho que mede certa propriedade quântica, como o spin do elétron por exemplo, está acoplado a um "mecanismo infernal" (expressão do próprio Schrödinger) tal que se o aparelho marcar +1, nada acontece, e se marcar -1 um gás letal é injetado em uma caixa onde um gato está preso. Ou seja, +1 significa que o gato está vivo, -1 significa que o gato morre.
As probabilidades de que o aparelho meça +1 ou -1 são diferentes de zero, e o estado é indefinido. Portanto, o gato também está em um estado indefinido de vida e morte ao mesmo tempo. Esse problema até então não resolvido gerou diferentes interpretações entre os físicos sobre qual seria a suposta "solução".